# Johannes Kirchring (der Ältere)
Johannes Kirchring, auch der Ältere genannt (* in Riga; bl. 1592–1633 in Oldenburg in Oldenburg), war ein deutscher Schreib- und Rechenmeister.

## Leben
Über Kirchrings Leben ist nicht viel bekannt. Er signierte als  Johanne[s] Kirchringk Rigensem Güldenschreiber und Rechenmeister zu Oldenburg. Es ist zu vermuten, dass er einem nach Riga gekommenen Zweig der Familie Kerkring entstammt.
Sein erstes erhaltenes Werk für Graf Johann VII. von Oldenburg und Delmenhorst begann er 1592; von da an ist er als Schreibmeister am Oldenburger Hof tätig. Aus dem Jahr 1598 ist eine Rechnung der gräflichen Renterei erhalten, wonach er für zwei Bücher den Betrag von 28 gr. erhalten habe. 1620 wurde er von Graf Anton Günther von Oldenburg und Delmenhorst aufs neue wiederum zum Leiter der Schreib- und Rechenschule in Oldenburg bestellt. 1630 ist er als im Haus seines Sohnes wohnhaft nachweisbar, und noch 1633 schrieb er für den Rat der Stadt Rollen ab.

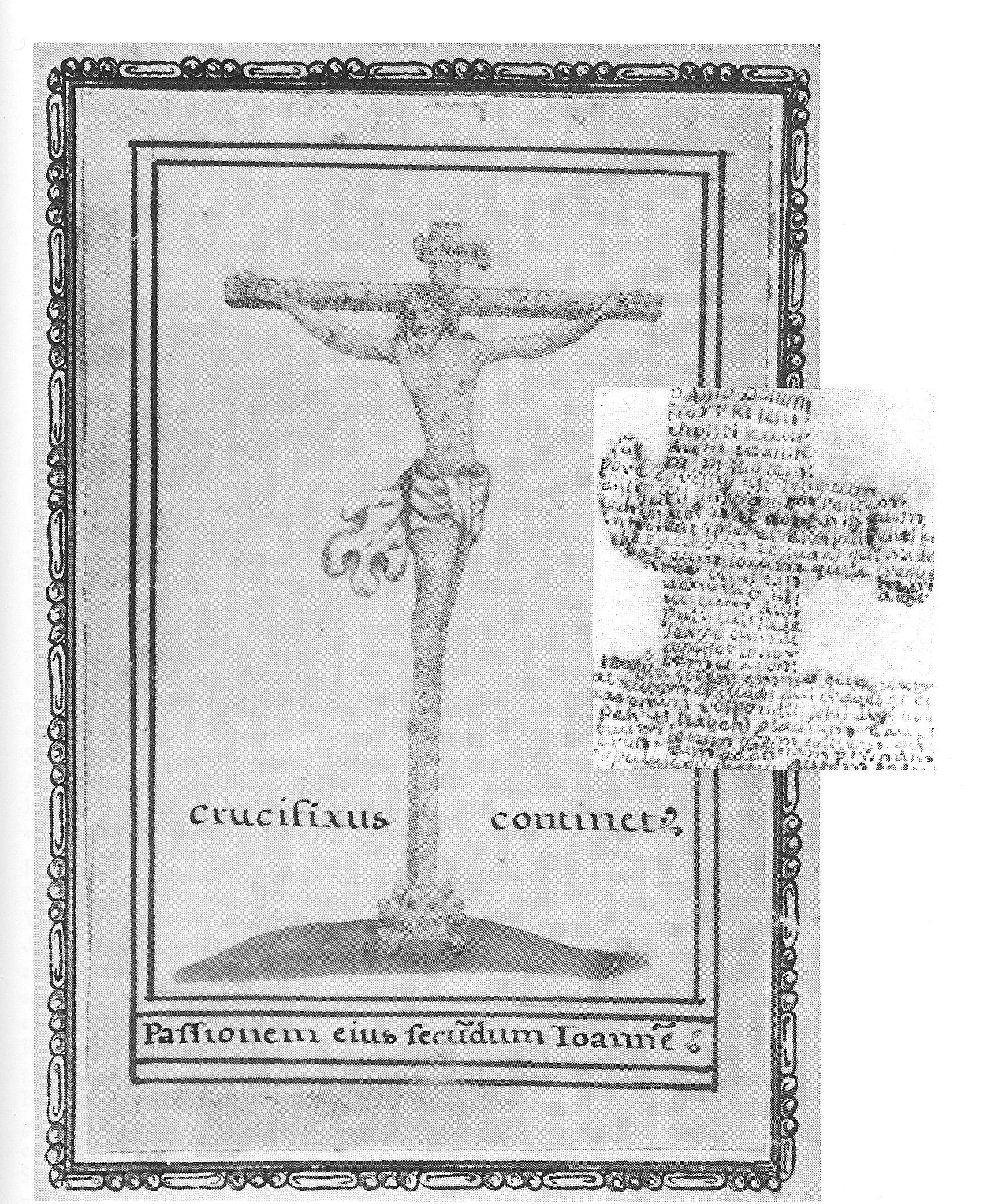
Johannespassion in Form eines Kruzifixes (1605)

Zu seinen besonderen Gaben gehörten mikrographisch als Kalligramme gestaltete Seiten. Ein Beispiel dafür ist das erste Blatt (fol. 1r) im 1605 datierten Stammbuch für David von Mandelsloh. Es zeigt ein Kruzifix, bei dem der Korpus aus dem nur unter einer Lupe erkennbaren lateinischen Text der Passionsgeschichte nach dem Johannesevangelium besteht.
Sein gleichnamiger Sohn Johannes Kirchring (der Jüngere) (bl. 1630–1645) war gleichfalls als Grafiker und Maler tätig. Wohl eher ihm als seinem Vater ist das 1637 geschriebene Vollständige Gesangbuch im Nachlass der Brüder Grimm zuzuordnen.

## Erhaltene Werke
- Der Psalter Davids mit kurtzen Summarien und Gebetlein für die Hausveter und ihre Kinder. (Nikolaus Selnecker), geschrieben 1592 bis 1600 für Graf Johann VII. (Oldenburg), durch Erbgang an das Haus Aldenburg-Bentinck, in dessen Besitz bis nach 1945, versteigert 1994 bei Sotheby’s[5] und 2010 bei Christie’s.[6]
- Morgen- und Abengebet, geschrieben 1599, kam mit der Bibliothek von Luise Ulrike von Preußen nach Schweden in die Bibliothek von Schloss Drottningholm; seit 1854 in der Königlichen Bibliothek zu Stockholm.[7]
- Der Psalter des Königlichen Propheten David, Psalter für Graf Anton Günther, 226 Blätter Gold- und silberne Schrift auf Pergament, geschrieben 1604, heute im Landesmuseum Oldenburg[8]
- Stammbuch für David von Mandelsloh, geschrieben 1605, seit dem 19. Jahrhundert in der Stadtbibliothek Lübeck[9]
- Stamm- und Gebetbuch für Herzog Alexander von Schleswig-Holstein-Sonderburg, 132 Blätter auf Pergament, geschrieben 1606, früher in der Stifts- und Gymnasialbibliothek Quedlinburg, kam mit der Stiftsbibliothek 1938 nach Halle (Saale) in die heutige Universitäts- und Landesbibliothek Sachsen-Anhalt.[10]